# アメリカ合衆国下級判事
アメリカ合衆国下級判事（あめりかがっしゅうこくかきゅうはんじ）、又は、アメリカ合衆国治安判事（-ちあんはんじ、英: United States magistrate judge）とは、アメリカ合衆国連邦裁判所において、地方裁判所判事の任務を補助するために任命された司法官をいう。合衆国法典28編631条以下でその権限が定められている。

## 概要
連邦地方裁判所判事が、大統領の指名と上院の同意により終身制で任命されるのに対し、下級判事は、個々の連邦地方裁判所の判事の多数決により任命される。任期は常勤（フルタイム）の場合は8年、非常勤（パートタイム）の場合は4年であり、再任されることが可能である。2009年1月現在、連邦議会が認めている下級判事の定数は、常勤466名、非常勤60名、そのほか下級判事と裁判所書記官との兼務が3名である。
下級判事は、連邦裁判官の一員とみなされる場合もあれば、そうでない場合もある。下級判事、倒産裁判所判事その他の任期の限られた裁判官は、「憲法第1条裁判官」と呼ばれることがある。これに対し、終身制である、地方裁判所判事、控訴裁判所判事、最高裁判所裁判官は「憲法第3条裁判官」と呼ばれる。この区別は、合衆国憲法に基づいている。合衆国憲法3条は、弾劾裁判の場合を除くほか、裁判官は「善行を保持する限り」、すなわち死亡、退職又は上級裁判所への昇任に至るまで、「その職を保つ」と定めている。一方、合衆国憲法1条は、連邦議会に、下級裁判所並びに管轄権及び特権の限られた裁判官職を設置する権限を与えている。
下級判事は、連邦地方裁判所の民事事件及び刑事事件を迅速に処理するために、幅広い司法手続を執り行う。連邦議会は、制定法で、地方裁判所判事から下級判事へ委任することができる権限と責務を規定している。しかし、各裁判所のニーズに最大限柔軟に応えることができるよう、どの職務を下級判事に割り振るかの実際の判断は、個々の裁判所に委ねられている。
大統領が、空席となった地方裁判所判事に下級判事を指名することがある。連邦下級判事協会 (Federal Magistrate Judges Association) は、下級判事の職能団体である。

## 権限
下級判事の行使する権限は、所属する連邦地方裁判所の管轄権のうち、制定法及び裁判所規則の下、当該裁判所の地方裁判所判事らから委任を受けたものである。刑事事件では、下級判事は軽罪 (misdemeanor) 及び軽微な違反事件を審理するほか、すべての刑事事件（重罪 (felony) 及び軽罪）について、捜索令状、逮捕状及び召喚状を発付し、刑事告訴を受理し、被疑者の第1回出頭手続及び勾留審問を行い、保釈の保証金額、その他釈放又は勾留の条件を定め、予備審問及び尋問を行い、宣誓を執り行い、犯罪人の引渡しの手続を行い、重罪事件における証拠排除の申立てに基づき地方裁判所判事に対し報告書・意見書を交付するために証拠審問を行うことができる。
連邦最高裁判所の判例は、下級判事が被告人の有罪答弁を受理することを認めており、またペレッツ対合衆国事件において、いずれかの当事者が異議を述べない限り、下級判事が重罪事件の対審において陪審員の選任手続を監督することを認めている。
民事事件では、下級判事は主にディスカバリー (discovery) 及びその他のトライアル前手続を運営する。下級判事は、サマリ・ジャッジメントのような事件全体を終局させるものを除き、裁判（命令）を行うことができる。また、終局的な問題について地方裁判所判事に対する報告書・意見書の提出も引き受けることができる。両当事者の同意があれば、陪審審理又は陪審なし審理の主宰など、地方裁判所判事と同様に民事訴訟事件を審判することができる。

## 憲法3条裁判所による再審査
合衆国憲法3条は、終身制の裁判官が任命された裁判所（このため憲法3条裁判所と呼ばれる）に、司法権を与えているため、下級判事の判断は、当該裁判所の地方裁判所判事による再審査の対象となり、その結果によって維持、変更又は破棄される（ただし、民事事件で、下級判事が地方裁判所判事の管轄権を行使することにつき、当事者が予め同意していた場合は例外である）。すなわち、下級判事は、合衆国憲法1条に定められた、連邦議会が憲法1条の裁判機関としての「下級裁判所」を任命する権限の下に職務を行っている。
連邦最高裁は、ノーザン・パイプライン・コンストラクション社対マラトン・パイプ・ライン社事件において、憲法1条裁判所が行使し得る権限の範囲を、かなり明確に画する判断をし、当時の合衆国倒産裁判所を創設する連邦制定法を違憲とした。最高裁は、判決の中で、憲法の制定者が定めた権力分立の原則により、終身制の保障を通じて司法府が他の2権から独立を保っていることが必要であるとした。しかし同時に、最高裁は、「司法権の本質的な属性」が憲法3条裁判所に留保されている限り、連邦議会には合衆国憲法1条の下「補助的な裁判機関」を設ける権限があることを認めた。この権限は、二つの根拠に基づいている。第一に、連邦議会は、法律で権利を「創設」する場合には、その権利を主張する者は憲法1条裁判機関に救済を求めるべきことを定めることができる。第二に、連邦議会は、憲法3条裁判所の事件処理を補助するために、憲法3条裁判所のコントロール下に置かれるという条件の下、非憲法3条裁判機関を創設することができる。下級判事は、この「補助的な」裁判機関に含まれることになる。憲法1条裁判機関で行われた手続は、所管の憲法3条裁判所において、一からの状態での再審査（de novo reviewという）の対象となる。すなわち、最終的判断を行い、それを実行する権限は、憲法3条裁判所に専属的に留保されている。
連邦最高裁は、その後、商品先物取引委員会対Schor事件で、訴訟当事者は自らの意思により憲法3条裁判所の手続を受ける権利を放棄することができ、したがって憲法1条裁判機関の判断に拘束されることを自ら選ぶことができると判示した。

## 歴史
アメリカ合衆国下級判事の職は、1968年連邦下級判事法によって設けられた。その原型となったのは、1793年に設けられた合衆国コミッショナー (United States commissioner) の制度であった。コミッショナーは連邦裁判所に置かれ、連邦所有地における軽微な犯罪を審理し、捜索令状及び逮捕状を発付し、連邦犯罪の被疑者・被告人の保釈を判断し、その他連邦刑事事件で初期段階の手続を行うこととされていた。1968年連邦下級判事法（改正あり）は、連邦議会が、(1)それまでのコミッショナーの職務をすべて引き継ぐとともに、(2)連邦地方裁判所における民事・刑事の事件処理を迅速化するため、幅広い司法手続を行う新しい連邦司法官を創設するために制定したものである。
1979年、連邦議会は、連邦下級判事の権限を拡大し、連邦刑法に規定されているすべての軽罪を含めることとした。下級判事の正式名称は、当初は"magistrate"であったが、1990年の法改正で"magistrate judge"となった。これは、下級判事の役割の重要性が高まり続けていることを象徴するものである。近年30年間において、この制度は比較的よく機能しており、連邦裁判所の事件処理量を望ましい水準に導いている。
大統領に任命されるわけでもなく、上院の同意も得ずに選ばれる下級判事の権限が増大することについては、批判する者もある。しかし、下級判事の選定は、実力本意の登用手続で行われており、制定法の定めにより、空席が生じたことの公告（パブリック・ノーティス）を行った上で、法律家及び2名以上の非法律家から成る選定委員会を組織しなければならない。選定委員会は、各候補者の資質――学識、経験、裁判所制度についての知識のほか、知性、誠実性・道徳性、人間的成熟、品格、感情的気質、他の職員とともに働く能力といった人格的資質――を考慮しなければならないとされている。立候補者は直接の面接を受け、その職への推薦を受けなければならない。下級判事の報酬は地方裁判所判事よりはやや少なく、地方裁判所判事に認められている様々な恩典のすべてを受けるわけではないことから、司法手続における下級判事の役割の増大は、連邦裁判所にとってはコストを節減する効果をもたらしている。
連邦裁判所の事件量が確実に増加し続ける中、下級判事は今後も連邦裁判所システムにおいて大きな影響力を持ち続けるものと考えられる。